# Sejm elekcyjny 1733
Sejm elekcyjny 1733 (rozdwojony) – I Rzeczypospolitej, został zwołany 23 maja 1733 roku do Warszawy.
Sejmiki przedsejmowe w województwach odbyły się 22 czerwca 1733 roku. Marszałkiem poselskim zjazdu poselskiego na Woli obrano Franciszka Radzewskiego, podkomorzego poznańskiego. Zjazdowi elekcyjnemu na Woli przewodniczył biskup krakowski Jan Aleksander Lipski.
Obrady sejmu trwały od 25 sierpnia do 28 września 1733 roku.
12 września 1733 roku dokonano wyboru na króla Stanisława Leszczyńskiego, który po wyborze wyjechał do Gdańska. Równolegle po drugiej stronie Wisły obok wsi Kamień, inne zgromadzenie pod osłoną wojsk rosyjskich wybrało 7 października na króla elektora saskiego Fryderyka Augusta, syna poprzedniego króla, który przybył w styczniu 1734 roku do Polski.